# Катеноїд

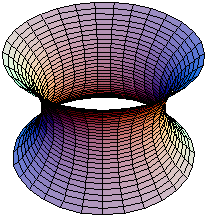
Катеноїд.

Катено́їд — поверхня, яка утворюється обертанням ланцюгової лінії {\displaystyle y=a\,\operatorname {ch} \,{\frac {x}{a}}} навколо осі {\displaystyle OX}. Слово катеноїд утворено від латинського catena — ланцюг і грецького éidos — вид.
Параметричне рівняння катеноїда:
{\displaystyle {\begin{cases}x=\operatorname {ch} (u)\,\cos(v)\\y=\operatorname {ch} (u)\,\sin(v)\\z=u\end{cases}},\quad u\in \mathbb {R} ,\quad v\in \left[0;2\pi \right).}
Якщо відкинути площину, то катеноїд — перша відкрита мінімальна поверхня. В 1744 році Леонард Ейлер знайшов рівняння катеноїда та довів, що ця поверхня буде мінімальною. Існує всього дві мінімальні поверхні обертання — площина та катеноїд.

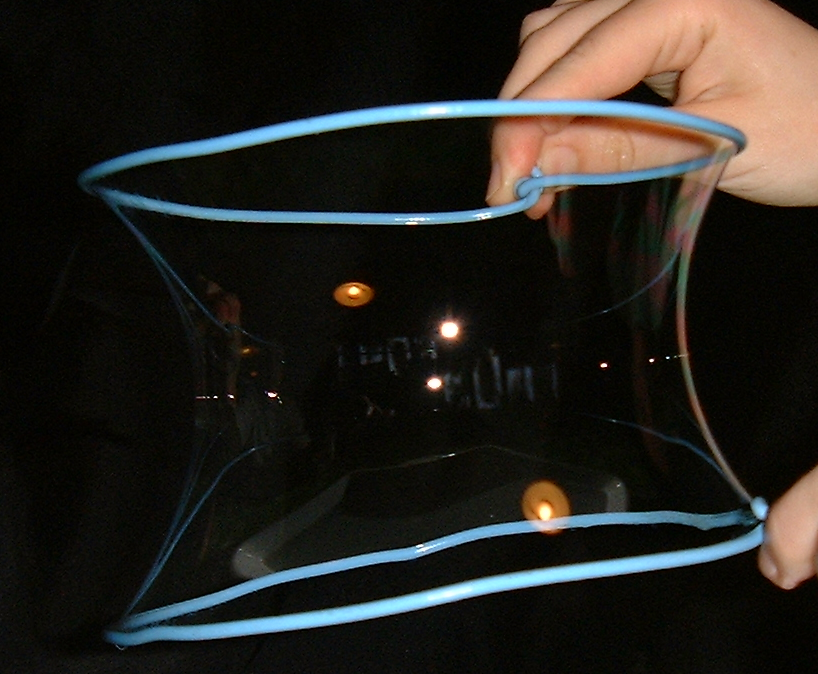
Катеноїд, одержаний за допомогою дроту і мильної бульбашки.

Форми катеноїда набуває мильна плівка, натягнута на два дротяних кола, площини яких перпендикулярні лінії, що з'єднує їх центри.
Невелику ділянку гелікоїда можна ізометрично (тобто без стиску і розтягу) гладко продеформувати в ділянку катеноїда.